# Roman Reloaded (chanson)
Pistes de Pink Friday: Roman Reloaded
HOV Lane
(5) Champion
(7)
Roman Reloaded est une chanson de l'artiste trinidadienne-américaine de hip-hop Nicki Minaj. Après avoir été envoyée en avant-première le 23 février 2012 sur Hot 97 radio, Roman Reloaded a été publiée dans toutes les plateformes de vente numériques la journée suivante. Il s'agit du second single issu de Pink Friday: Roman Reloaded, suivant Starships. Elle a été produite par Rico Beats et Pink Friday Productions.

## Réception
MTV a dit : « Roman Reloaded semble être un retour au style de rap hard-core de Nicki avec lequel elle est entrée dans le jeu avec des mixtapes comme Beam Me Up Scotty… Il fallait que la chanson-titre soit obligatoirement sur Pink Friday: Roman Reloaded, mais comme un autonome, cela prouve que quand il s'agit de simplement cracher barres de rap, Nicki Minaj reste la queen bee [reine] »[pas clair]. Billboard dit : « Contrairement à la production faite par RedOne sur la chanson dance-pop candy Starships ou la performance dramatique-exorcisme aux Grammy de Roman Holiday, Roman Reloaded est une offre plus traditionaliste du hip-hop, produite et avec Lil Wayne »

## Liste des pistes
Téléchargement numérique :
1. Roman Reloaded (featuring Lil Wayne) – 3:16

## Historique de sortie
| Pays  | Date            | Format                   | Label                       |
| ----- | --------------- | ------------------------ | --------------------------- |
| Monde | 24 février 2012 | Téléchargement numérique | Universal Music, Cash Money |